# Contea di Queens (Nuovo Brunswick)
La contea di Queens è una contea del Nuovo Brunswick, Canada di 11.086 abitanti, che ha come capoluogo Gagetown.

## Suddivisioni
- Villaggi
  - Cambridge-Narrows
  - Chipman
  - Gagetown
  - Minto
- DSL
  - Brunswick
  - Cambridge
  - Canning
  - Chipman
  - Gagetown
  - Hampstead
  - Johnston
  - Petersville
  - Upper Gagetown
  - Waterborough
  - Wickham
  - Wirral-Enniskillen